# Torre medievale di Corbetta
La Torre medievale di Corbetta, nota anche come La Rocchetta, è un edificio difensivo di origine medievale situato a Corbetta, in Lombardia.

## Storia
Situata nei pressi di Villa Archinto Pisani Dossi, questa costruzione è ciò che resta delle antiche mura perimetrali della città di Corbetta.
La torre, risalente al XIII secolo, inizia a perdere la propria posizione difensiva predominante già attorno al XVII secolo, quando anche il vicino Castelletto entra in decadenza come fortilizio militare. Da allora ne inizia un uso civile e abitativo che proseguì per tutta l'epoca moderna.
La torre, utilizzata per anni come magazzino rurale, è stata acquistata dall'amministrazione comunale nel 1997 ed è stata oggetto di restauri che hanno consentito una riqualificazione dell'edificio e del vicino largo Cellere.
Attualmente di proprietà comunale, la torre è divenuto uno spazio espositivo cittadino per mostre ed associazioni.

## La struttura
La torre è caratterizzata da una pianta quadrangolare, chiusa alla sommità da un tetto in tegole e decorata con un fascione di mattoni sporgenti a losanga. Nella parte immediatamente sottostante sono ancora ravvisabili tracce di una fascia rossa affrescata che si stagliava lungo tutto il perimetro dell'edificio e nella struttura tracce di finestre ad arco acuto in cotto risalenti probabilmente al XVI secolo.
Col termine della sua funzione strategica, la finestra archiacuta presente nella struttura viene tamponata parzialmente per lasciare spazio ad una più semplice finestra rettangolare come quella che già esisteva sul lato opposto. Il piano terra era probabilmente adibito a stalla. La torre venne infine completamente inglobata nei rustici del cortile di via Cavour che ancora oggi le sono adiacenti.